# 矢岳站
矢岳站（日语：〔〕／ Yatake eki */?）位於熊本縣人吉市矢岳町，是九州旅客鐵道（JR九州）肥薩線上的車站。

## 車站構造

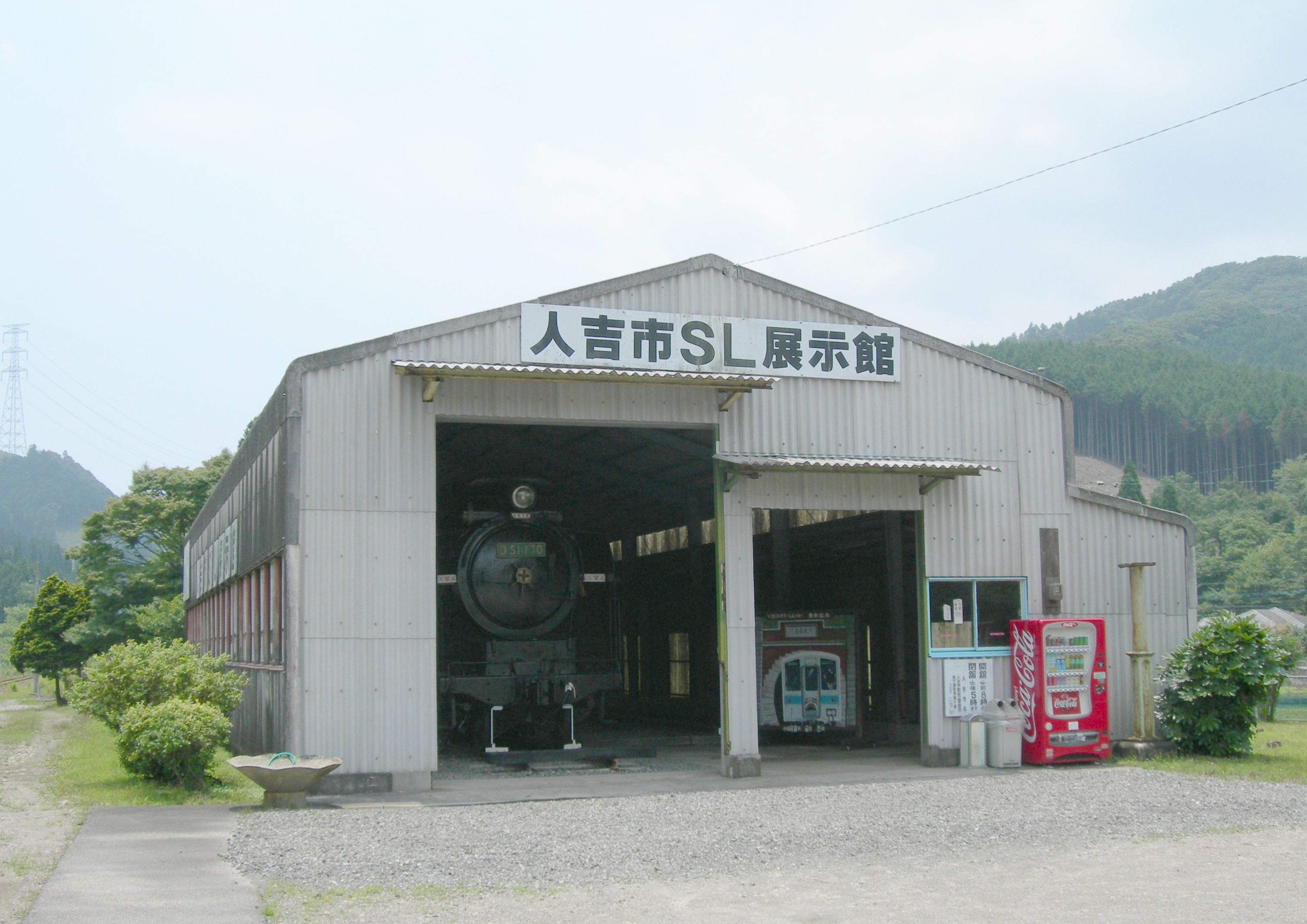
蒸汽機車展示館

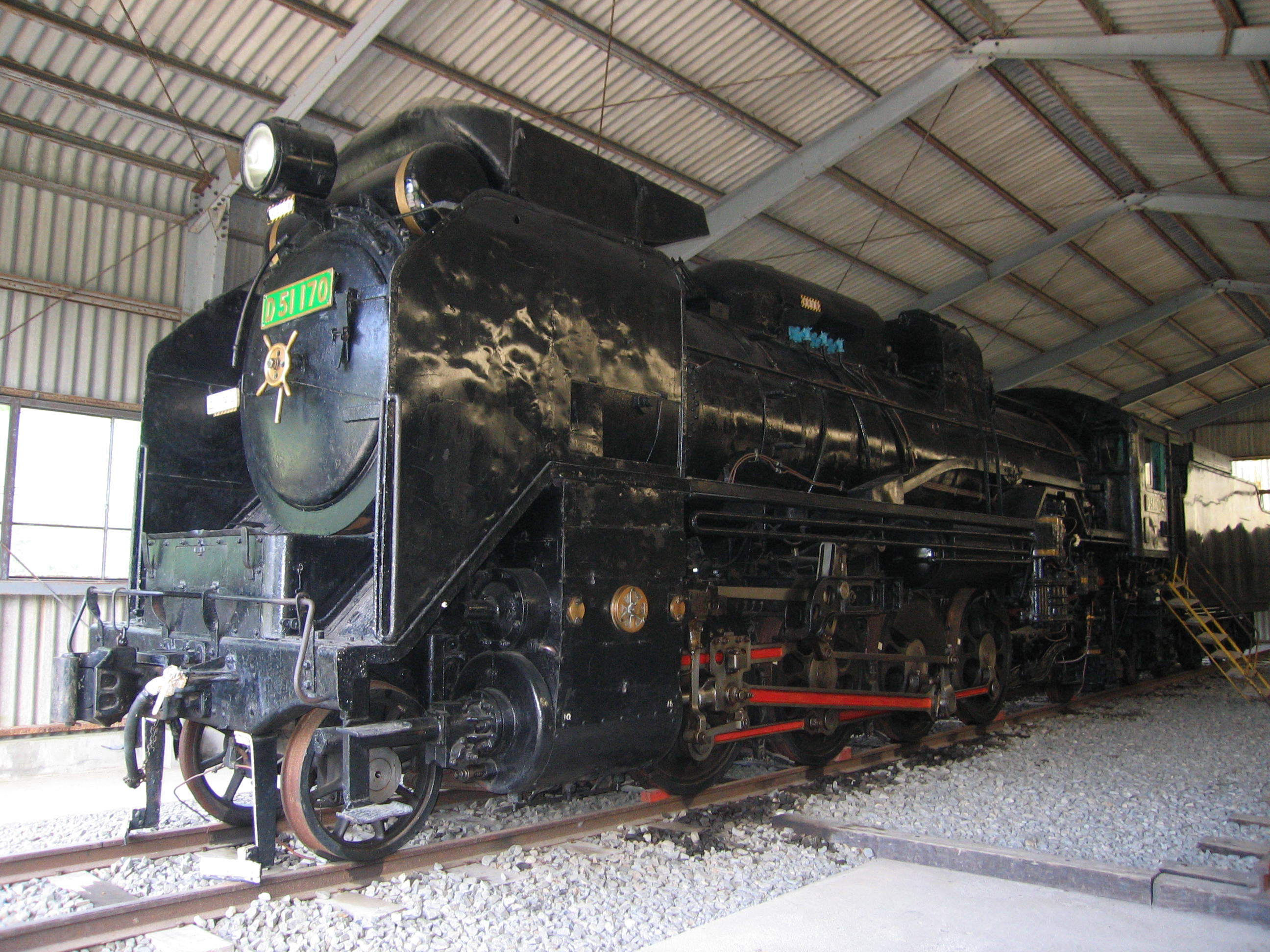
D51型 170號

肥薩線大畑 - 吉松間又被稱為「山線」，目前矢岳為JR九州地勢（海拔536.9公尺）最高的車站。
車站以前可供列車交會，但現在則是1面1線的無人車站，站內有放置留言簿。
站內設有蒸汽機車展示館，靜態保存D51型 170號與8620型 58624號。
其中58624號於1988年時修復，轉為SL阿蘇男孩使用，2005年時再抽換零件，於2009年再度復活，目前是SL人吉用車。

## 車站周邊
車站前方有小型聚落。事實上肥薩線通車前，矢岳附近交通極度不便，可說是陸地孤島。
自從肥薩線通車後，往來中南九州均須經此地，矢岳因此繁榮一時，甚至曾販賣過車站便當（駅弁）。
但自從經海岸的新線（川內本線）通車後，經肥薩線的列車與乘客大幅減少，矢岳逐漸沒落、蕭條，連矢岳小學也因此廢校。

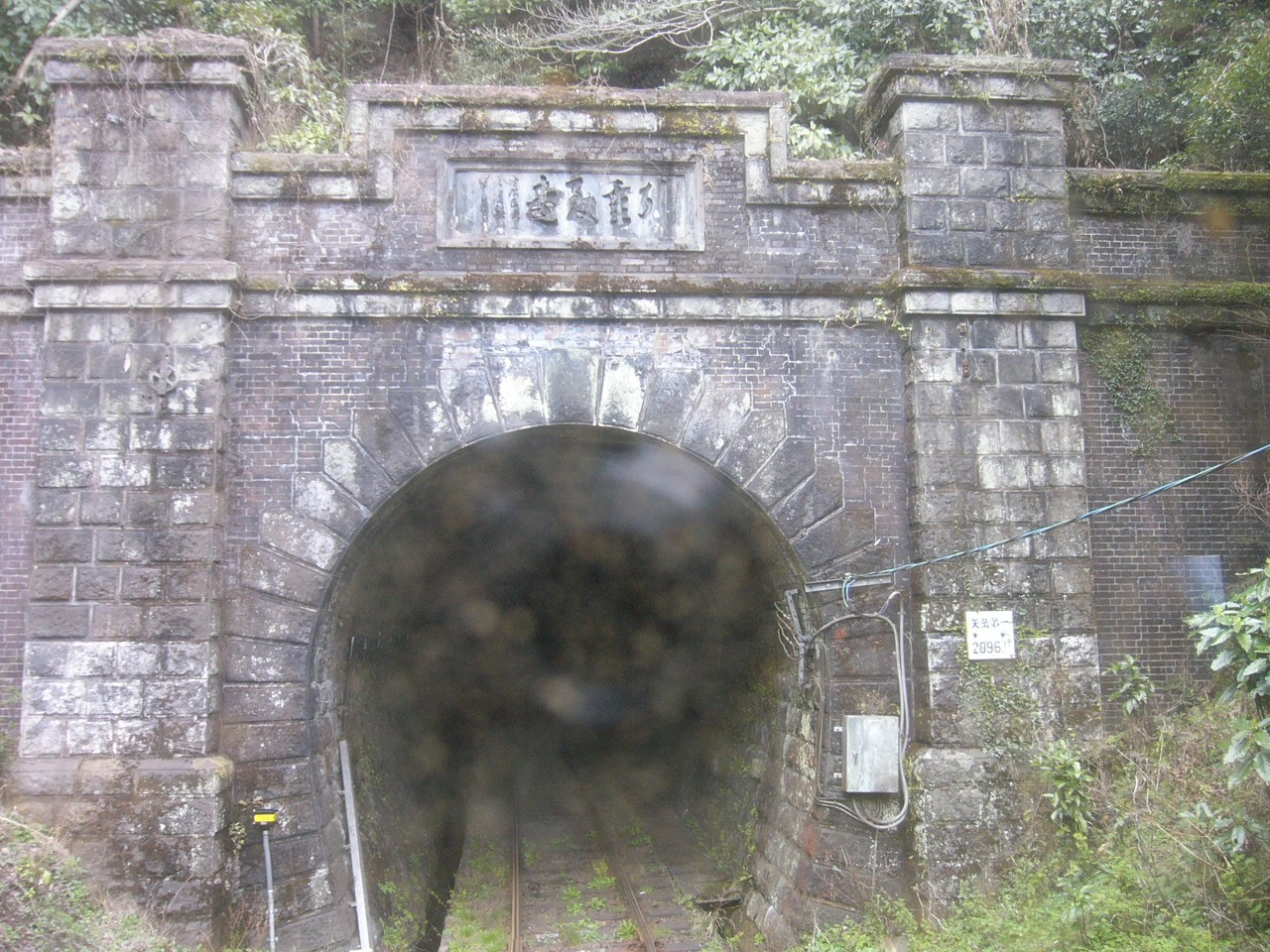
矢岳第一隧道

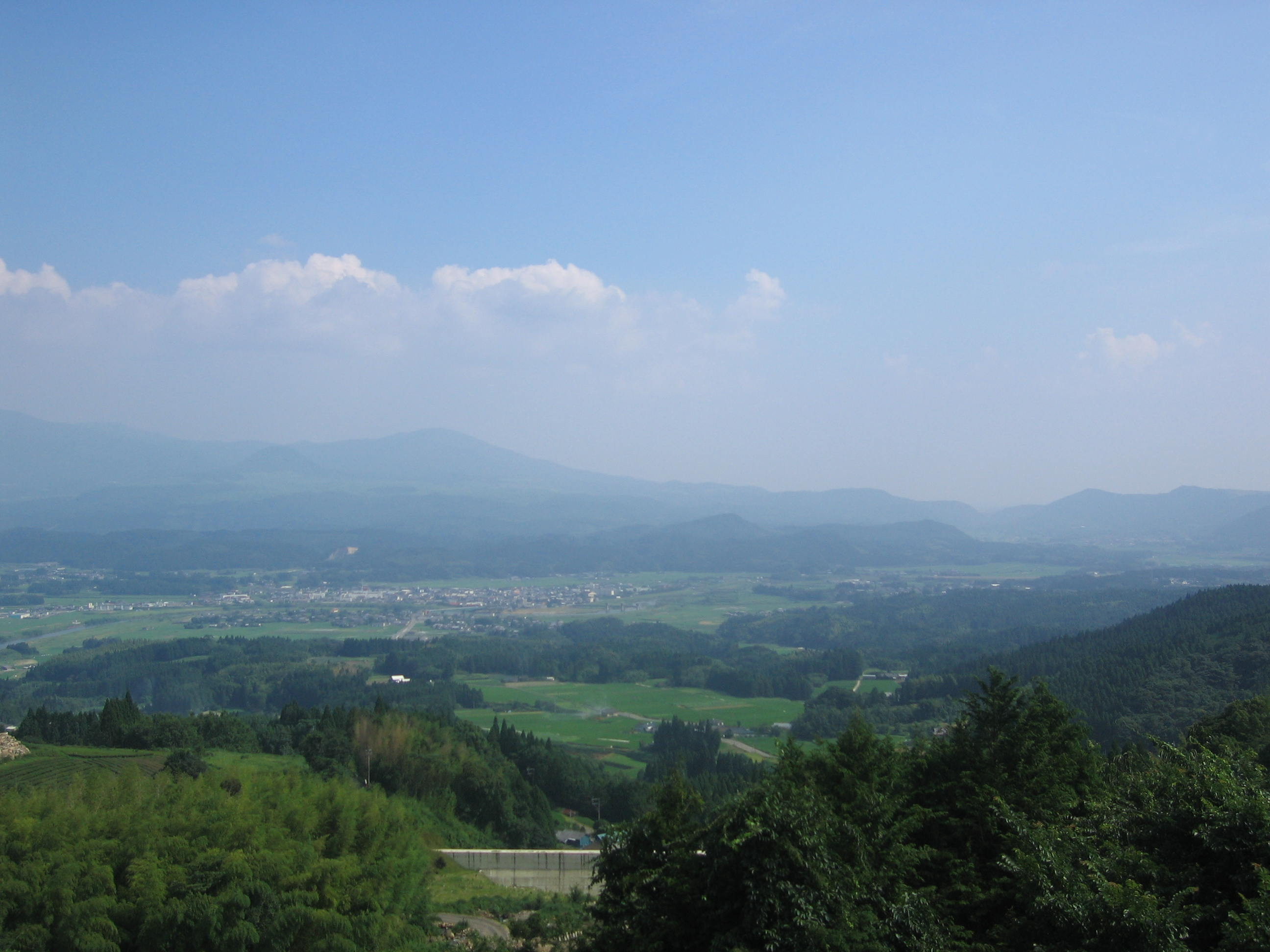
三大車窗風景之一

矢岳站南側的平交道附近是熊本縣與宮崎縣的縣境分界。南側的矢岳第一隧道地處偏僻，
材料運輸補給不便，且其地質屬凝灰岩，常有不明湧水現象，是鐵道建設初期最為艱難的工程。
為紀念施工時的殉職者，當時的遞信省大臣山縣伊三郎在隧道北口匾額題下「天險若夷」（天険若夷），
鐵道院總裁後藤新平在隧道南口匾額題下「引重致遠」（引重致遠）。
（目前行駛的觀光列車「伊三郎」、「新平」即是起源於此）

矢岳第一隧道與矢岳第二隧道間是有名的日本三大車窗風景之一，越過矢岳後可眺望霧島連山與蝦野高原，若逢天氣晴朗且視野開闊
，甚至可看到遠處鹿兒島縣的開聞岳和櫻島，目前觀光列車「伊三郎」、「新平」會在此短暫停車。

## 历史
- 1909年（明治42年）11月21日 設立
- 1927年（昭和2年）10月17日 鹿兒島本線海岸新線通車，八代 - 大畑 - 鹿兒島間分離出成為肥薩線。
- 1987年（昭和62年）4月1日 -  國鐵分割民營化後成為九州旅客鐵道（JR九州）轄下的車站。
- 2007年（平成19年）11月30日 矢岳站與蒸汽機車展示館內的D51型 170號被列入南九州近代化産業遺産群與物資輸送關連的項目

## 相鄰車站
九州旅客鐵道
肥薩線
大畑－矢岳－真幸

## 外部連結
- JR九州 － 矢岳車站 （页面存档备份，存于）（日語）

## 關連項目
- 日本鐵路車站列表